# Palubno letalo
Palubno letalo je vrsta vojaških letal, ki so namenjena za pristajanje oziroma vzletanje z letalonosilk ali drugih večjih vojnih ladij. 
Palubna letala vzletijo s pomočjo katapulta, pristanejo pa s pomočjo zaviralne jeklenice, ki se more zapeti za repno kljuko. Zaradi velikih pritiskov na podvozje je le-to okrepljeno v primerjavi z običajnimi letali. Prav tako imajo letal uvlačljiva ali zgibljiva krila, da se prihrani prostor v letalonosilki.

## Seznami
- Seznam palubnih letal prve svetovne vojne
- Seznam palubnih letal druge svetovne vojne